# COSMOS-AzTEC3

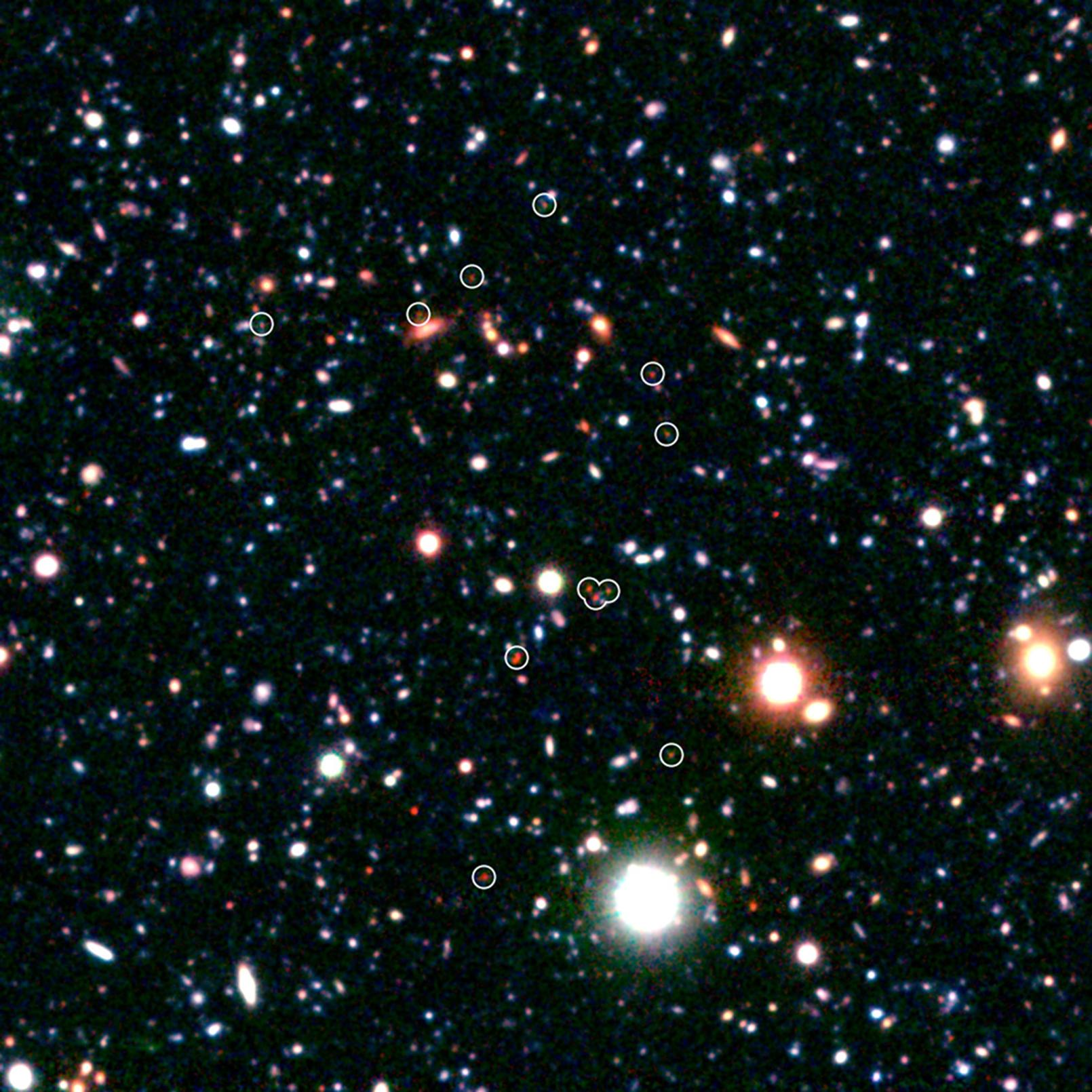
Gromada galaktyk COSMOS-AzTEC3, galaktyki należące do gromady to na zdjęciu czerwone punkty zaznaczone białymi okręgami

COSMOS-AzTEC3 – gromada galaktyk położona w gwiazdozbiorze Sekstantu, odległa o około 12,6 miliarda lat świetlnych od Ziemi. W chwili odkrycia był to najbardziej odległy znany obiekt tego typu. Odkrycia dokonano w 2011 dzięki współpracy naukowców korzystających z teleskopów kosmicznych Spitzer, Chandra, Hubble oraz pracujących w Keck Observatory i Mauna Kea Observatory.